# ディートリヒ1世 (上ロートリンゲン公)
ディートリヒ1世・フォン・ロートリンゲン（独：Dietrich I von Lothringen, 965年頃 - 1026年4月11日/1027年1月2日）フランス語名はティエリー1世・ド・ロレーヌ（仏：Thierry Ier de Lorraine）は、上ロートリンゲン公フリードリヒ1世とその妃ベアトリクス・フォン・フランツィーン（ユーグ・カペーの実姉）の息子。父が死去した978年以降、1026年または1027年まで上ロートリンゲン公およびバル伯であった。

## 生涯
当時の慣習によれば、16歳以上の公子・伯子は独立して統治することができ、ディートリヒは少なくとも父と死別した当時は間違いなく20歳程であったが、987年までは母ベアトリクスが摂政として実質上ロートリンゲン公国を統治していた。 
ベアトリクスの生存記録がなくなった989年以降、ディートリヒは名実ともにロートリンゲン公となるべく、母を何らかの方法で統治から退けたとされる。諸説あるが、ベアトリクスを修道院に幽閉した、もしくは毒殺した説が存在している。   
985年、ディートリヒはヴェルダンで西フランク王ロテールが率いる軍と戦うが、敗退し、捕虜となり投獄された。  
後に釈放されたが、しばらくして、神聖ローマ皇帝ハインリヒ2世とルクセンブルク家がメッツ領を巡る紛争が起こり、ディートリヒは参戦して重傷を負った際、宮中伯エッツオ・フォン・ロートリンゲンに捕らえられ、再び投獄された。  
ディートリヒはエッツオが所有していたトンブルク城に幽閉され、釈放の代償に多額の保釈金を支払わされた。  
後、ディートリヒはブルグント公国で再び捕らえられたが、シャンパーニュ伯ウード2世・ド・ブロワにトゥールを攻撃された時は相手を撃破している。 
1024年に、ディートリヒはそれまで対立していたコンラート2世を新たな皇帝として認め、支持者となった。  
晩年、ディートリヒは息子フリードリヒを後継者としていたが、フリードリヒは1026年に父に先立って死去した。その後、ディートリヒは1026年4月11日から1027年1月2日の間に死去した。公位は孫のフリードリヒ3世が継承した。

## 結婚・子女
ディートリヒはリュネヴィル・メッツ伯フォルマー1世の娘と思われるリヒルデ・フォン・ブリースガウ（965年頃 - 995年）と結婚し、以下の子女をもうけた。 
- フリードリヒ2世（995年頃 - 1026年） - 上ロ－トリンゲン公（父と共治）
- アダルベロ（? - 1006年） - 1005年に伯父アダルベロ2世の後継者としてメッツ司教に指名されたが、叙階の直後1006年に死去した。
- アーデルハイト - アーロン伯ヴァルラム1世と結婚。
- ヒルデガルト（? - 1046年） - アンジュー伯フルク3世と結婚。

妃リヒルデは以下の子孫であるとされる。 
- フォルマー1世・フォン・ブリースガウ（920年頃 - 996年以前） - メッツ伯およびリュネヴィル伯、ベルタ（940年頃 - 996年以降）と結婚。
- フォルマー・リュネヴィル（900年頃 - 980年以降）
- フォルマー・フォン・ヴォルムス（865年頃生） - リヒルデと結婚